# 新化北里
新化北里，是台灣南部自清治時期至日治初期的一個行政區劃，其範圍即今台南市的新市區東北部及山上區西北部。
依據1904年（日明治三十七年）出版的《臺灣堡圖》，新化北里西北邊為善化里西堡本部地區，北邊為善化里東堡，東北邊為善化里西堡東部飛地，東邊為新化東里，南邊為外新化南里，西邊為新化里西堡。
1913年至1915年（大正二年至四年），善化里東、西堡行政區調整，曾文溪以北各庄改隸善化里東堡，以南各庄改隸善化里西堡。調整後新化北里的西北邊及北邊變成均為善化里西堡，東北邊變成善化里東堡。

## 管轄街庄
新化北里共轄3個庄：
- 今新市區境內：大營庄、大社庄
- 今山上區境內：北勢洲庄